# Ligne Shinkansen Kyūshū
La ligne Shinkansen Kyūshū (九州新幹線, Kyūshū Shinkansen) est une ligne japonaise de chemin de fer à grande vitesse d'une longueur de 257 kilomètres entre Fukuoka (gare de Hakata) et Kagoshima (gare de Kagoshima-Chūō) sur l'île de Kyūshū. Cette ligne a été créée parallèlement à la ligne principale Kagoshima. Le propriétaire et exploitant de cette infrastructure est la Kyushu Railway Company (JR Kyushu).

## Histoire
Les autorités japonaises lancent la construction de la ligne au printemps 1998.
Le 13 mars 2004 est inauguré le tronçon entre Shin-Yatsushiro et Kagoshima-Chūō. Cela a permis de réduire la durée du trajet entre ces deux gares de 130 minutes à 35 minutes, et a ramené la durée du voyage entre Fukuoka et Kagoshima de 4 à 2 heures.
Le 12 mars 2011 est mis en service la section Hakata - Shin-Yatsushiro achevant ainsi la construction du tronçon principal de la ligne.
Le 23 septembre 2022, la ligne Shinkansen Nishi Kyūshū entre en service entre Takeo-Onsen et Nagasaki. A terme, cette ligne pourrait être connectée à la ligne Shinkansen Kyūshū.

## Trains et services
- Les Shinkansen 800 assurent les services Tsubame et Sakura entre Hakata et Kagoshima-Chūō.
- Les Shinkansen N700-7000 (JR West) et N700-8000 (JR Kyushu) assurent les services Sakura et Mizuho entre Shin-Osaka et Kagoshima-Chūō.

## Liste des gares
| Gare             | Nom japonais | Distance depuis Fukuoka (km) | Services | Services | Services | Correspondances (Réseaux / Lignes)                                                                                       | Localisation  | Localisation |
| ---------------- | ------------ | ---------------------------- | -------- | -------- | -------- | --- | ------------- | ------------ |
| Hakata           | 博多         | 0                            | M        | S        | T        | - JR West : Shinkansen Sanyō, Hakata-Minami - JR Kyushu : Kagoshima, Fukuhoku Yutaka - Métro de Fukuoka : Kūkō, Nanakuma | Fukuoka       | Fukuoka      |
| Shin-Tosu        | 新鳥栖       | 26,3                         |          | S*       | T        | - JR Kyushu : Nagasaki                                                                                                   | Tosu          | Saga         |
| Kurume           | 久留米       | 32                           |          | S*       | T        | - JR Kyushu : Kyūdai, Kagoshima                                                                                          | Kurume        | Fukuoka      |
| Chikugo-Funagoya | 筑後船小屋   | 47,9                         |          | S*       | T        | - JR Kyushu : Kagoshima                                                                                                  | Chikugo       | Fukuoka      |
| Shin-Ōmuta       | 新大牟田     | 59,7                         |          | S*       | T        | | Ōmuta         | Fukuoka      |
| Shin-Tamana      | 新玉名       | 76,3                         |          | S*       | T        | | Tamana        | Kumamoto     |
| Kumamoto         | 熊本         | 98,2                         | M        | S        | T        | - JR Kyushu : Hōhi, Kagoshima - Tramway de Kumamoto                                                                      | Kumamoto      | Kumamoto     |
| Shin-Yatsushiro  | 新八代       | 130                          |          | S*       | T        | - JR Kyushu : Kagoshima                                                                                                  | Yatsushiro    | Kumamoto     |
| Shin-Minamata    | 新水俣       | 172,8                        |          | S*       | T        | - Hisatsu Orange Railway : Hisatsu Orange Railway                                                                        | Minamata      | Kumamoto     |
| Izumi            | 出水         | 188,8                        |          | S*       | T        | - Hisatsu Orange Railway : Hisatsu Orange Railway                                                                        | Izumi         | Kagoshima    |
| Sendai           | 川内         | 221,5                        |          | S        | T        | - JR Kyushu : Kagoshima - Hisatsu Orange Railway : Hisatsu Orange Railway                                                | Satsumasendai | Kagoshima    |
| Kagoshima-Chūō   | 鹿児島中央   | 256,8                        | M        | S        | T        | - JR Kyushu : Ibusuki Makurazaki, Kagoshima - Tramway de Kagoshima                                                       | Kagoshima     | Kagoshima    |

M : Mizuho - S : Sakura - T : Tsubame
Seuls quelques trains Sakura s'arrêtent aux gares marquées S*.